# 臭巨山蟻
臭巨山蟻（學名：Camponotus habereri）又称哈氏弓背蚁，是臺灣特有种。

## 生態習性
臭巨山蟻為單蟻后型的物種，成熟蟻巢通常由1隻具生殖能力的蟻后及約千隻的職蟻組成。臭巨山蟻為樹棲型，生活在森林環境中，但也會出現在都市邊緣的雜木林、都市綠帶與行道樹，常見築巢於樹幹、枯木、腐木中
。雜食性，以環境中植物花蜜、蜜腺分泌或小型昆蟲屍體為食。覓食方式為單獨、小組工蟻外出覓食，有工蟻的招募行為。夜行性的覓食律動週期。

## 分布分類與地理分布
臭巨山蟻發表於台灣。目前已發現分布於中國大陆、日本與台灣，在台灣廣泛分布於中低海拔的地區，動物地理分布型屬於東亞區分布型，近年來也發現入侵澳洲，成為入侵種。

## 形態描述

### 頭部
頭型卵圓型。後頭平順，頭蓋著生稀疏短毛。前額葉退化呈片狀傾斜將觸角窩部分蓋住，前額三角區明顯；無明顯觸角窩且觸角溝不明顯。頭楯前緣平順、外突或中間凹陷，具明顯頭楯中毛與成對頭楯側毛著生。大顎呈三角型或亞三角型，大顎前緣齒突多於7 個。觸角12 節，無明顯錘節。複眼大明顯。

### 胸部
前中胸背板無明顯隆起。前中胸背板光滑無刻紋，前胸背板與中胸背板上各著生1 對長針狀毛。前中胸癒合完全，無後胸背板溝，後胸背板縫明顯，後胸腺退化，無後胸腺孔。後胸氣孔明顯。

### 腹部
前伸腹節光滑無刻紋無毛著生，無前伸腹節刺與前伸腹節葉，前伸腹節氣孔呈長型。腹柄節無柄部，瘤部呈三角狀，無腹柄節刺與腹柄節下突起。腹錘背板光滑無刻紋，著生均勻長針狀毛，螫針退化，具酸腺孔，酸腺孔呈圓形開口，無著生長緣毛。

### 概述
單蟻后制，蟻后體長15.0– 16.0 mm，職蟻多態型，小工蟻體長7.0– 7.6 mm，大工蟻12.1 –12.5 mm。體軀雙色，通常為頭部、中軀及腹柄部為暗紅色，腹錘部為黑色具淡褐色斑塊。.